# NGC 6876
NGC 6876 é uma galáxia elíptica (E3) localizada na direcção da constelação de Pavo. Possui uma declinação de -70° 51' 30" e uma ascensão recta de 20 horas, 18 minutos e 19,1 segundos.
A galáxia NGC 6876 foi descoberta em 27 de Junho de 1835 por John Herschel.